# Silvercraft SH-4
Le Silvercraft SH-4 est un hélicoptère civil léger construit en Italie dans les années 1960. Il a en tout été construit à soixante exemplaires. Une version de travail agricole a été spécialement développée.

## Historique

### Développement
Ce sont les dirigeants de la société Silvercraft, filiale de l'avionneur SIAI Marchetti, qui eurent l'idée de développer un hélicoptère léger destiné aux aéro-clubs et aux vols touristiques. À cette époque l'Italie accusait un retard flagrant par rapport à la France et au Royaume-Uni dans le domaine du développement de tels aéronefs. En effet les échecs successifs de l'Agusta A-103 et de l'Agusta-Bell AB.102 conçu et réalisé avec le soutien des États-Unis avaient fragilisé le secteur aéronautique. 
Les études furent donc menées autour d'un hélicoptère de conception simple, faisant appel à des matériaux et une motorisation bon marché. La propulsion était assurée par un moteur en ligne Franklin 6A-350 d'une puissance nominale de 240 chevaux, entraînant un rotor à deux pales. Le cockpit du Silvercraft SH-4 fut pensé pour accueillir un pilote et un passager.
C'est sous l'immatriculation I-SILX que le prototype réalisa son premier vol en octobre 1963. Dès lors l'appareil fut soumis à une batterie de tests devant permettre sa certification de navigabilité en Italie et dans la majorité des pays européens. Cependant il fallut attendre 1968 pour que la Federal Aviation Administration autorise le Silvercraft SH-4 à être exploité aux États-Unis.
En 1966 une version dérivée pour le travail agricole fit son apparition sous la désignation de SH-4A. Il se différenciait par son nouveau moteur moins puissant, un Lycoming O-360 de 205 chevaux. Cet appareil fut construit à 21 exemplaires.
Le SH-4 a servi de base au développement du biplace SH-200, malheureusement demeuré sans suite.

### Commercialisation
Bien que finalement construit en faible quantité le Silvercraft SH-4 connut un certain succès à l'export. Ainsi certains volèrent sous immatriculations brésiliennes, néerlandaises, et sud-africaines. Deux exemplaires au moins ont volé en France dont un SH-4A.
Le Silvercraft SH-4 fut un temps proposé à l'Aeronautica Militare Italiana pour servir d'hélicoptère d'entraînement. Un exemplaire fut testé mais ne fut suivi d'aucune commande.
En 1967 il fut présenté officiellement au Salon du Bourget avec démonstration en vol.

## Versions
- SH-4 : Version de série construite au total à soixante exemplaires.
  - SH-4A : Version de travail agricole à la motorisation changée, construite au total à vingt-et-un exemplaires.
  - SH-4T : Version turbopropulsée envisagée mais jamais construite[1].

## Aéronefs comparables
- Bell 47,
- Nord N.1750 Norelfe,

## Sources & références

### Sources internet
- Description sur le site anglophone Aviastar.
- Description sur le site anglophone 1000aircraftphotos.